# Billy & Mandy's Big Boogey Adventure
"Billy & Mandy's Big Boogey Adventure" (La Gran Aventura de Billy y Mandy contra el Coco en Hispanoamérica, y La Gran Aventura de Billy y Mandy con el Coco en España) es una película para la televisión basada en la serie de Cartoon Network, The Grim Adventures of Billy & Mandy. La película trata sobre que Puro hueso es despojado de sus poderes luego de ser culpado por hacer un mal uso de ellos al dejar que su hoz siempre caiga en las manos equivocadas y entonces él junto con Billy, Mandy e Irwin deciden ir en busca de la Mano de Terror, un artefacto sobrenatural que puede devolverle los poderes a Puro Hueso, pero para eso competirán contra el Coco (Mayor enemigo de Puro hueso) quien quiere la Mano de Terror para esclavizar a la humanidad y deshacerse de Puro hueso. 
Fue estrenada en Estados Unidos el 30 de marzo de 2007, en España se estrenó el 28 de diciembre de 2007 y se repitió en un maratón de cine de Fin de Año el 31 de diciembre de 2007. 

## Sinopsis
La película comienza dos semanas en el futuro de Endsville, donde el Señor del Terror gobierna el mundo. Su ayudante Espeluzno envía a los robots Billybot y a Mandroide al presente por orden del Señor del Terror para eliminar a Billy y Mandy antes de que lleguen a la Mano de Terror. Irwin y Billy del futuro ven eso. Ambos planeaban ir hasta el pasado, pero Billy se había distraído viendo los créditos de apertura que olvido que tenían que cruzar el portal. Su plan de respaldo, otra máquina del tiempo, es, en realidad, un dibujo de policías luchando contra un dinosaurio (probablemente un Spinosaurus). Luego son rodeados por unos robots.
En el presente, Puro hueso es demandado por incumplimiento de sus deberes como recolector de almas por su viejo rival, El Coco, el primero no logró tomar el alma del general Ernecio por una intervención de Billy y Mandy. Puro hueso y los niños (Irwin incluido) son condenados al exilio por el Tribunal del Inframundo y colocados bajo la custodia del Coco. Ya que Puro hueso fue despojado de su trabajo y poderes el cargo pasa provisoriamente a la Número 3 de Los Chicos del Barrio por el juez. El Coco revela su plan es robar la Mano del Terror, un artefacto capaz de hacer realidad  los miedos más profundos de las personas pero también transformar todo el que vence su miedo en el ser más aterradora y poderosa en existencia; el mismo Coco cree que con su poder, los niños le temen nuevo. El grupo finalmente se escapa y planea obtener la mano por ellos mismos, por diversas razones (Puro hueso cree que va a conseguir así su puesto de trabajo, Mandy ve como el camino para conquistar el mundo, Irwin piensa que le ayudará a ganar el corazón de Mandy y Billy solo quiere utilizarlo para conseguir una barra de chocolate).
Ambos grupos, finalmente llegan a donde se encuentra la mano, donde se encuentran con Terror el Anciano (George Segal), un viviente estatua que cortó la mano -originalmente colocó sus miedos dentro de su mano izquierda. Para obtener la mano, dos grupos que rivalizan deben embarcarse en una carrera a través del trayecto del caníbal —la parte más peligrosa del río Styx—, así como enfrentar sus peores temores. Puro hueso y los niños ganan la carrera y obtener la oportunidad de tomar la mano. Billy, Irwin y Mandy son fácilmente sometidos por sus peores pesadillas (un híbrido de araña-payaso-cartero en el caso de Billy, contar chistes a osos salvajes en cuanto a Irwin y convertirse en una mujer optimista casada con Irwin para Mandy), dejando Puro hueso para reclamar la mano, revelando que su peor pesadilla es su vida cotidiana —lidiar con Billy, Mandy y todos los relacionados con ellos—. La mano sin embargo es robado casi inmediatamente por el Coco (que lo usa para asustar Puro hueso en pedazos, aunque Puro hueso en realidad se desintegró a sí mismo a propósito). Creyendo que ha ganado, Coco resulta ser incapaz de hacer frente a su peor miedo, dándose cuenta de que no asusta en nada. Sufre de amnesia después de una serie de accidentes, y termina teniendo miedo de todo. Puro hueso se restablece como recolector de almas, en parte debido a que Número 3 era demasiado cabeza hueca para tomar el alma de nadie. Al final, un desnudo Billy de dos semanas en el futuro se presenta ante ellos advierten que si Mandy había utilizado mano de Terror, se habría apoderado del mundo en dos semanas, convirtiéndose en el Señor del Terror de su tiempo. Puro hueso decide poner la mano en su célebre baúl para garantizar que ese futuro nunca llegase a pasar. El Billy de futuro finalmente se remonta hacia su época para asegurarse de que las cosas se establecieron derecha. Los créditos ruedan, mostrando las consecuencias para cada personaje.
El epílogo muestra a Billy del futuro regresando al futuro. Al volver, ve que todo sigue igual de destruido como al principio y ve que la razón es que el auténtico Amo del Terror era Fredo Godofredo.

## Producción
Creando la película, fue la primera vez que Maxwell Atoms hizo algo que durara más de una hora. Esto, más hacer la temporada regular de la serie, fue un desafío para él.

## Reparto

### Inglés
- Greg Eagles - Puro Hueso/Valente/Pirata #6
- Grey DeLisle - Mandy/Mandroide/Mandy Vieja/Malteada/Algún Niño
- Richard Steven Horvitz - Billy/Billy-Bot/Harold/Pálido Jurado Macabro
- Vanessa Marshall - Irwin/Pirata #5/Unicornio
- Fred Willard - Coco
- Maxwell Atoms - Te Cortare Amigo/Pirata #2/Terror-Bot/Esqueleto Guardia en Llamas
- George Ball - Peequay
- Jane Carr - Novia de Frankenstein
- Greg Ellis - Escarnio/Mano del Terror/Pirata #3/Chico del Papel
- Bart Flynn - Cíclope Gigante/Pirata Feo
- C. H. Greenblatt - Fredo Godofredo/Pirata #4
- Jennifer Hale - Gladys (Mamá de Billy)
- Dorian Harewood - Irwin Viejo
- Phil LaMarr - Villano del Espacio/Glaciar del Mal/Drácula/Juez Roy Spleen/Policía del Inframundo
- Rachael MacFarlane - Loro de Dos Cabezas
- George Seagal - Terror
- Armin Shimerman - General Ernecio/Pirata #7
- James Silverman - Ejecutador/Pirata #1
- Lauren Tom - Número 3
- Billy West - Pirata #8/Cíclope Miniatura/Araña-Payaso-Cartero/Maestro de las Bestias